# Айнуллин, Равиль Жафярович
Равиль Жафярович Айнуллин (род. 17 июня 1989) — российский самбист и дзюдоист, призёр чемпионата России по самбо, мастер спорта России. Выступал в первой средней весовой категории (до 82 кг). Представлял спортивный клуб «Самбо-70». Тренировался под руководством Павла Фунтикова, Д. А. Павлова и А. А. Леонтьева. В 2012 году стал бронзовым призёром чемпионата России по самбо. Дважды (в 2014 и 2015 годах) становился чемпионом России по самбо в командном зачёте.

## Спортивные результаты
- Чемпионат России по самбо 2012 года — ;
- Чемпионат России по самбо 2014 года —  (в команде)[1];
- Международный турнир по самбо на призы генерала Асламбека Аслаханова 2014 года — [2];
- Международный турнир по самбо на призы генерала Асламбека Аслаханова 2015 года — [3];
- Чемпионат Москвы по самбо 2015 года —  (в команде)[4];
- Чемпионат России по самбо 2015 года —  (в команде)[1];